# 6 Pułk Kirasjerów (Cesarstwo Niemieckie)
6 pułk kirasjerów im. Cesarza Rosji Mikołaja I (Brandenburski) (niem. Kürassier-Regiment „Kaiser Nikolaus I. von Russland“ (Brandenburgisches) Nr. 6)  – pułk kawalerii niemieckiej okresu Cesarstwa Niemieckiego.
Pułk został sformowany 20 grudnia 1691. Stacjonował w Brandenburgu . Wchodził w skład III Korpusu Armijnego .

 Wiosną 1914 był w strukturze 6 Brygady Kawalerii z  6 Dywizji Piechoty.

## Bibliografia

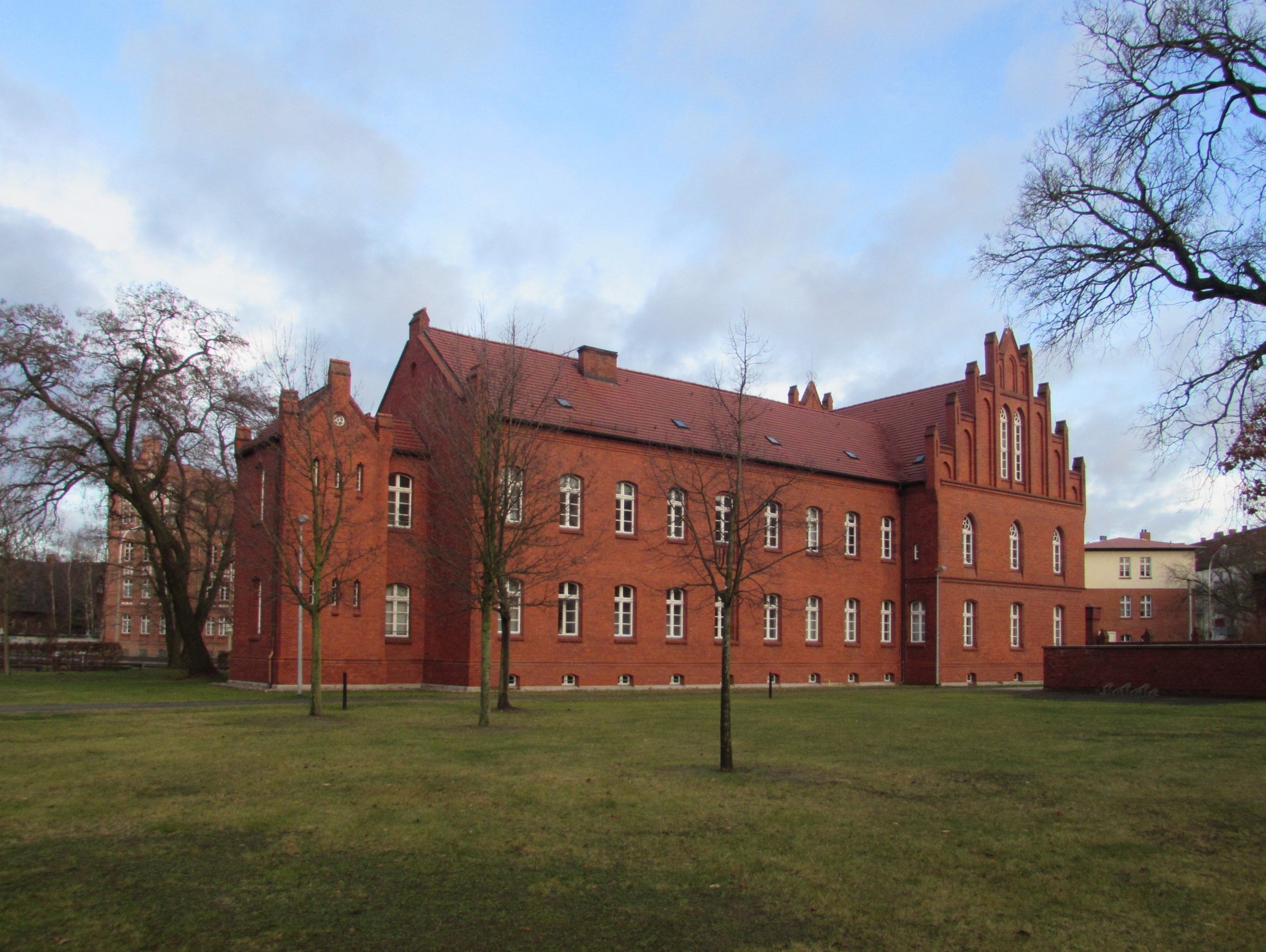
Koszary pułku